# Инема (Ленинградская область)
Инема — посёлок при станции в Янегском сельском поселении Лодейнопольского района Ленинградской области.

## История
По административным данным 1966 и 1973 годов посёлок при станции Инема в составе Лодейнопольского района не значился.
По данным 1990 года посёлок при станции Инема входил в состав Андреевщинского сельсовета.
В 1997 году в посёлке при станции Инема Андреевщинской волости проживали 96 человек, в 2002 году — 73 человека (русские — 91 %).
В 2007 году в посёлке при станции Инема Янегского СП проживали 75 человек, в 2010 году — 46 человек.

## География
Посёлок расположен в северной части района у одноимённого остановочного пункта на линии Лодейное Поле — Янисъярви.
Через посёлок проходит автодорога Р21 (E 105) «Кола» (Санкт-Петербург — Петрозаводск — Мурманск).
Расстояние до административного центра поселения — 25 км.
К западу и смежно с посёлком расположено озеро Утозеро.

## Демография
| 1997 | 2007 | 2010 | 2014 | 2017 |
| ---- | ---- | ---- | ---- | ---- |
| 96   | ↘75  | ↘46  | ↗66  | ↘65  |

### Национальный состав
Согласно данным Всероссийской переписи населения 2021 года в посёлке проживал 31 человек, из них:
 русские — 29, карелы — 1, другие национальности — 1 человек.